# Mattoni NBL 2011/2012
Národní basketbalová liga 2011/2012 byla nejvyšší mužskou ligovou basketbalovou soutěží v České republice v ročníku 2011/2012. Od ročníku ligy 1998/1999 byla nazvána jménem generálního partnera – Mattoni Národní basketbalová liga (ve zkratce Mattoni NBL).
Konečné pořadí ligy:
1. ČEZ Basketball Nymburk (mistr České republiky 2011/2012) – 2. BK Prostějov – 3. BK Děčín – 4. BC UNIKOL Kolín – 5. BK JIP Pardubice – 6. USK Praha – 7. NH Ostrava – 8. Astrum Levice (Slovensko) – 9. QANTO Tuři Svitavy – 10. Levharti Chomutov – 11. SLUNETA Ústí nad Labem – 12. BK Breda & Weinstein Opava  – 13. Inter Bratislava (Slovensko) – 14. BK Loko Interconex Plzeň

## Systém soutěže
V první části soutěže (říjen 2011 – únor 2012) všech 14 družstev dvoukolově každý s každým (zápasy doma – venku) odehrálo 26 zápasů. 
Ve druhé části soutěže (únor – duben 2012) se započítáním výsledků první části byla družstva rozdělena do skupiny A1 (o 1. až 6. místo) a do skupiny A2 (o 7. až 14. místo). Družstva hrála ve skupině dvoukolově každý s každým, každé družstvo odehrálo ve skupině A 10 utkání, ve skupině B 14 utkání.
V Play-off hrálo 6 týmů ze skupiny A1 a čtyři nejlepší ze skupiny A2, které hrály předkolo a dvě družstva – vítězové předkola postoupila do čtvrtfinále. Play-out hrála družstva na 11.-14. místě skupiny A2 dvoukolově každý s každým o konečné umístění. 

## Výsledky

### Tabulka po první části soutěže
| Poř. | Tým                        | Z  | V  | P  | Skóre     | Body |
| ---- | -------------------------- | -- | -- | -- | --------- | ---- |
| 1.   | ČEZ Basketball Nymburk     | 26 | 25 | 1  | 2345:1739 | 51   |
| 2.   | BK Prostějov               | 26 | 21 | 5  | 2242:1909 | 47   |
| 3.   | BK JIP Pardubice           | 26 | 19 | 7  | 2079:1798 | 45   |
| 4.   | BK Děčín                   | 26 | 19 | 7  | 1999:1731 | 45   |
| 5.   | BC UNIKOL Kolín            | 26 | 17 | 9  | 2184:2058 | 43   |
| 6.   | USK Praha                  | 26 | 15 | 11 | 2031:1963 | 41   |
| 7.   | NH Ostrava                 | 26 | 13 | 13 | 2068:1983 | 39   |
| 8.   | Astrum Levice              | 26 | 11 | 15 | 2018:2008 | 37   |
| 9.   | Tuři Svitavy               | 26 | 10 | 16 | 1984:2076 | 36   |
| 10.  | Levharti Chomutov          | 26 | 8  | 18 | 2068:2357 | 34   |
| 11.  | SLUNETA Ústí nad Labem     | 26 | 7  | 19 | 1911:2206 | 33   |
| 12.  | BK Loko Interconex Plzeň   | 26 | 6  | 20 | 1736:2139 | 32   |
| 13.  | Inter Bratislava           | 26 | 6  | 20 | 1827:2158 | 32   |
| 14.  | BK Breda & Weinstein Opava | 26 | 5  | 21 | 1752:2119 | 31   |

### Tabulka druhé části soutěže, skupina A1
| Poř. | Tým                    | Z  | V  | P  | Skóre      | Body |
| ---- | ---------------------- | -- | -- | -- | ---------- | ---- |
| 1.   | ČEZ Basketball Nymburk | 36 | 34 | 2  | 3175:2399  | 70   |
| 2.   | BK Prostějov           | 36 | 25 | 11 | 3030:2656  | 61   |
| 3.   | BK Děčín               | 36 | 25 | 11 | 2668:2386  | 61   |
| 4.   | BK JIP Pardubice       | 36 | 24 | 12 | 2830:2513  | 60   |
| 5.   | BC UNIKOL Kolín        | 36 | 22 | 14 | 2971:2890  | 58   |
| 6.   | USK Praha              | 36 | 16 | 20 | 2717:28653 | 52   |

### Tabulka druhé části soutěže, skupina A2
| Poř. | Tým                        | Z  | V  | P  | Skóre     | Body |
| ---- | -------------------------- | -- | -- | -- | --------- | ---- |
| 7.   | NH Ostrava                 | 40 | 26 | 14 | 3216:2918 | 66   |
| 8.   | Astrum Levice              | 40 | 18 | 22 | 3036:2971 | 58   |
| 9.   | Tuři Svitavy               | 40 | 18 | 22 | 3071:3141 | 58   |
| 10.  | Levharti Chomutov          | 40 | 16 | 24 | 3162:3489 | 56   |
| 11.  | SLUNETA Ústí nad Labem     | 40 | 5  | 25 | 3065:3291 | 55   |
| 12.  | BK Loko Interconex Plzeň   | 40 | 10 | 30 | 2726:3220 | 50   |
| 13.  | Inter Bratislava           | 40 | 10 | 30 | 2808:3248 | 50   |
| 14.  | BK Breda & Weinstein Opava | 40 | 9  | 31 | 2782:3270 | 49   |

### Konečná tabulka Play-out (o 11. - 14. místo)
| Poř. | Tým                        | Z  | V  | P  | Skóre     | Body |
| ---- | -------------------------- | -- | -- | -- | --------- | ---- |
| 11.  | SLUNETA Ústí nad Labem     | 46 | 19 | 27 | 3595:3752 | 65   |
| 12.  | BK Breda & Weinstein Opava | 46 | 13 | 33 | 3252:3738 | 59   |
| 13.  | Inter Bratislava           | 46 | 13 | 33 | 3212:3671 | 59   |
| 14.  | BK Loko Interconex Plzeň   | 46 | 11 | 35 | 3139:3685 | 57   |

### Baráž o účast v NBL 2012/2013
| Poř. | Tým                        | Z | V | P | Skóre   | Body |
| ---- | -------------------------- | - | - | - | ------- | ---- |
| 1.   | BK Breda & Weinstein Opava | 6 | 6 | 0 | 533:433 | 12   |
| 2.   | BK Lions Jindřichův Hradec | 6 | 4 | 2 | 485:448 | 10   |
| 3.   | BK Loko Interconex Plzeň   | 6 | 2 | 4 | 440:465 | 8    |
| 4.   | Proton Zlín                | 6 | 0 | 6 | 419:531 | 6    |

## Play-off
Hrálo se vyřazovacím způsobem na vítězné zápasy, finále na čtyři, čtvrtfinále a semifinále na tři a předkolo na dva vítězné zápasy. 

### Předkolo
- (7.) NH Ostrava – (10.) Levharti Chomutov 2:0 (80:64 89:84)
- (8.) Astrum Levice – (9.) Tuři Svitavy 2:0 (85:65 86:84)

### Čtvrtfinále
- (1.) ČEZ Basketball Nymburk – (8.) Astrum Levice 3:0 (83:52 76:64 96:46)
- (2.) BK Prostějov – (7.) NH Ostrava 3:0 (94:63 90:61 90:71)
- (3.) BK Děčín – (6.) USK Praha 3:0 (71:58 70:59 76:67)
- (4.) BK JIP Pardubice – (5.) BC UNIKOL Kolín 2:3 (89:57 76:83 63:77 81:69 78:79)

### Semifinále
- ČEZ Basketball Nymburk – BC UNIKOL Kolín 3:1 (101:53 88:90 96:63 104:59)
- BK Prostějov – BK Děčín 3:2 (93:60 74:78 75:74 66:76 73:69)

### Finále
- ČEZ Basketball Nymburk – BK Prostějov 4:0 (75:66 88:58 84:66 84:67)